# Prix littéraires 1974
Liste des prix littéraires décernés au cours de l'année 1974 :

## Prix internationaux
- Prix Nobel de littérature : Eyvind Johnson et Harry Martinson (Suède)[1]
- Grand prix de littérature du Conseil nordique : Villy Sørensen (Danemark) pour Uden mål - og med
- Grand prix littéraire d'Afrique noire : Amadou Hampâté Bâ (Mali) pour L'Étrange Destin de Wangrin[2]
- Prix des Mascareignes : Pierre Renaud (1921-1976) (d)  (Maurice) pour Les balises de la nuit
- Neustadt International Prize for Literature : Francis Ponge (France)

## Allemagne
- Prix Georg-Büchner :  Hermann Kesten

## Belgique
- Prix Victor-Rossel : André-Marcel Adamek pour Le Fusil à pétales[3]

## Canada
- Grand prix du livre de Montréal : Antonine Maillet pour Mariaagélas
- Prix du Gouverneur général :
  - Catégorie « Romans et nouvelles de langue anglaise » : Margaret Laurence pour The Diviners (Les devins)
  - Catégorie « Romans et nouvelles de langue française » : Victor-Lévy Beaulieu pour Don Quichotte de la démanche
  - Catégorie « Poésie ou théâtre de langue anglaise » : Ralph Gustafson pour Fire on Stone
  - Catégorie « Poésie ou théâtre de langue française » : Nicole Brossard pour Mécanique jongleuse suivi de Masculin grammaticale
  - Catégorie « Études et essais de langue anglaise » : Charles Ritchie pour The Siren Years
  - Catégorie « Études et essais de langue française » : Louise Dechêne pour Habitants et marchands de Montréal au XVIIe siècle
- Prix Athanase-David : Rina Lasnier
- Prix Jean-Hamelin : Jean Marcel pour Le Joual de Troie

## Chili
- Prix national de Littérature : Sady Zañartu (es) (1893-1983)[4]

## Corée du Sud
- Prix de l'Association des poètes coréens : Cho Byung-hwa
- Prix de littérature contemporaine (Hyundae Munhak) :
  - Catégorie « Poésie » : Kim Gwang-hyeop pour 千波萬波
  - Catégorie « Roman » : Lee Ze-ha pour Régime végétal
  - Catégorie « Drame » : Yoon Dae-seong pour 奴婢文書
  - Catégorie « Critique » : Kim Yeong-gi pour 평론집『한국문학과 전통
- Prix Woltan : Yun Byeong-no

## Danemark
- Prix Hans Christian Andersen : Maria Gripe (Suède)

## Espagne
- Prix Nadal : Luis Gasulla, pour Culminación de Montoya
- Prix Planeta : Xavier Benguerel i Llobet, pour Icaria, Icaria...
- Prix national de Narration : Aquilino Duque (es), pour El mono azul
- Prix national de poésie : non décerné
- Prix Adonáis de Poésie : Julia Castillo (es), pour Urgencias de un río interior
- Prix d'honneur des lettres catalanes : Manuel Sanchis i Guarner (philologue et historien)
- Prix Anagrama : Sebastián Serrano, pour Elementos de lingüística matemática
- Prix de la critique Serra d'Or :
  - Marià Manent i Cisa (ca), pour Poesía, llenguatge, forma, essai.
  - Oriol Pi de Cabanyes i Almirall (ca), pour Oferiu flors als rebels que fracassaren, roman.
  - Joan Brossa, pour Cappare, recueil de poésie.
  - Josep Carner i Puig-Oriol, pour Del Pròxim Orient, œuvre narrative non fiction.
  - Aurora Bertrana i Salazar, pour Memòries fins a 1935, œuvre narrative non fiction.

## États-Unis
- National Book Award : 
  - Catégorie « Fiction » : Thomas Pynchon pour Gravity's Rainbow (L'Arc-en-ciel de la gravité) et Isaac Bashevis Singer pour A Crown of Feathers and Other Stories (La Couronne de plumes et autres nouvelles)
  - Catégorie « Essais - Arts et Lettres » : Pauline Kael pour Deeper Into Movies
  - Catégorie « Essais - Biographie » : John Leonard Clive pour Thomas Babington Macaulay: The Shaping of the Historian et Douglas Day pour Malcolm Lowry: A Biography
  - Catégorie « Essais - Histoire » : John Leonard Clive pour Thomas Babington Macaulay: The Shaping of the Historian
  - Catégorie « Essais - Philosophie et Religion » : Maurice Natanson pour Edmund Husserl: Philosopher of Infinite Tasks
  - Catégorie « Essais - Sciences » : S. E. Luria pour Life: The Unfinished Experiment
  - Catégorie « Poésie » : Allen Ginsberg pour The Fall of America: Poems of These States, 1965-1971 et Adrienne Rich pour Diving into the Wreck: Poems, 1971-1972
- Prix Hugo :
  - Prix Hugo du meilleur roman : Rendez-vous avec Rama (Rendezvous with Rama) par Arthur C. Clarke
  - Prix Hugo du meilleur roman court : Une fille branchée (The Girl Who Was Plugged In) par James Tiptree, Jr
  - Prix Hugo de la meilleure nouvelle longue : L'Oiseau de mort (The Deathbird) par Harlan Ellison
  - Prix Hugo de la meilleure nouvelle courte : Ceux qui partent d'Omelas (The Ones Who Walk Away from Omelas) par Ursula K. Le Guin
- Prix Locus :
  - Prix Locus du meilleur roman : Rendez-vous avec Rama (Rendezvous with Rama) par Arthur C. Clarke
  - Prix Locus du meilleur roman court : La Mort du Dr. Ile (The Death of Doctor Island) par Gene Wolfe
  - Prix Locus de la meilleure nouvelle : L'Oiseau de mort (The Deathbird) par Harlan Ellison
  - Prix Locus du meilleur recueil de nouvelles : The Best Science Fiction of the Year #2 par Terry Carr, éd.
- Prix Nebula :
  - Prix Nebula du meilleur roman : Les Dépossédés (The Dispossessed) par Ursula K. Le Guin
  - Prix Nebula du meilleur roman court : Né avec les morts (Born with the Dead) par Robert Silverberg
  - Prix Nebula de la meilleure nouvelle longue : Les Étoiles, si elles sont divines (If the Stars are Gods) par Gordon Eklund et Gregory Benford
  - Prix Nebula de la meilleure nouvelle courte : À la veille de la Révolution (The Day Before the Revolution) par Ursula K. Le Guin
- Prix Pulitzer :
  - Catégorie « Fiction » : non attribué
  - Catégorie « Biographie et Autobiographie » : Louis Sheaffer pour O'Neill, Son and Artist
  - Catégorie « Essai » : Ernest Becker pour The Denial of Death
  - Catégorie « Histoire » : Daniel J. Boorstin pour The Americans: The Democratic Experience
  - Catégorie « Poésie » : Robert Lowell pour The Dolphin
  - Catégorie « Théâtre » : non décerné

## Finlande
- Prix Aleksis-Kivi : Pentti Saarikoski
- Prix Kalevi-Jäntti : Heikki Turunen pour Simpauttaja
- Prix Eino-Leino : Kaisa Korhonen
- Prix national de littérature : Eeva Kilpi pour Häätanhu, Veijo Meri pour Aleksis Stenvallin elämä, Kaarina Helakisa pour Elli-velli-karamelli, Hannu Mäkelä pour Herra Huu
- Prix littéraire de la ville de Tampere : Aila Meriluoto pour Lauri Viita, Kalle Päätalo pour Täysi tuntiraha
- Prix Tollander : Tito Colliander
- Prix Rudolf-Koivu : Raimo Puustinen pour Rautatie de Juhani Aho
- Prix Topelius : Mikko Samulinen pour Tulikavio
- Prix Mikael-Agricola : Hannu Launonen
- Médaille Anni-Swan : non décerné
- Prix d'écriture Juhana-Heikki-Erkko : Risto Antikainen, Matti Pulkkinen
- Prix Juhana-Heikki-Erkko : Risto Antikainen pour Hiljainen kylätie
- Médaille Kiitos kirjasta : Heikki Turunen pour Simpauttaja
- Prix Arvid-Lydecken : Kaarina Helakisa pour Elli-Velli Karamelli
- Prix Kaarle : Keijo Siekkinen
- Prix Pehr-Evind-Svinhufvud : Jukka L. Mäkelä pour Teräsvyöry Kannaksella
- Prix du grand club du livre finlandais : Alpo Ruuth

## France
- Prix Goncourt : La Dentellière de Pascal Lainé
- Prix Femina : L'Imprécateur de René-Victor Pilhes
- Prix Médicis : Porporino ou les Mystères de Naples de Dominique Fernandez
- Prix Médicis étranger : Livre de Manuel de Julio Cortázar
- Prix Renaudot : Le Voyage à l'étranger de Georges Borgeaud
- Prix Interallié : Le Cap de la Gitane de René Mauriès
- Grand prix du roman de l'Académie française : Adios de Kléber Haedens
- Prix des libraires : Le Buveur de Garonne de Michèle Perrein
- Prix des Deux Magots : Les Chasseurs deux d'André Hardellet
- Prix du Quai des Orfèvres : Michèle Ressi pour La Mort du bois de Saint-Ixe
- Prix du Roman populiste : Raymond Achille de Lavilledieu pour L'Amour guêpe
- Prix mondial Cino-Del-Duca : Andreï Sakharov

## Italie
- Prix Strega : Guglielmo Petroni, La morte del fiume (Mondadori)
- Prix Bagutta : Gianni Celati, Le avventure di Guizzardi, (Einaudi)
- Prix Campiello : Stefano Terra, Alessandra
- Prix Napoli : Nicola Lisi (it), Parlata dalla finestra di casa, (Vallecchi)
- Prix Viareggio : Clotilde Marghieri (it), Amati enigmi

## Monaco
- Prix Prince-Pierre-de-Monaco : Félicien Marceau[5]

## Royaume-Uni
- Prix Booker : Nadine Gordimer pour The Conservationist (Le Conservateur) et Stanley Middleton pour Holiday
- Prix James Tait Black :
  - Fiction : Lawrence Durrell pour Monsieur: or, The Prince of Darkness (Monsieur, ou le Prince des ténèbres)[6]
  - Biographie : John Wain pour Samuel Johnson
- Prix WH Smith : Anthony Powell pour Temporary Kings (Rois d'un jour)
- Prix John-Llewellyn-Rhys : The Girl Who Passed for Normal de Hugh Fleetwood (en)
- Médaille Carnegie : Mollie Hunter pour The Stronghold
- Prix Rose-Mary-Crawshay : Jean Robertson pour son édition de Old Arcadia de Philip Sidney
- Prix Somerset-Maugham : Martin Amis pour The Rachel Papers[7]